# Artur Malawski
Artur Malawski (4. července 1904 Přemyšl, Polsko – 26. prosince 1957 Krakov) byl polský hudební skladatel, pedagog a dirigent.

## Život
Od svých osmi let hrál na housle. V roce 1920 vstoupil na krakovskou konzervatoř. V letech 1927–1933 absolvoval řadu koncertů v Krakově a dalších městech, ale pro zranění levé ruky musel opustit kariéru houslového virtuóza. V letech 1928-1936 učil hru na housle a hudební teorii na krakovské konzervatoři. V roce 1932 se stal spoluzakladatelem Svazu mladých hudebníků v Krakově.
Od roku 1936 studoval skladbu na varšavské konzervatoři (dnes Uniwersytet Muzyczny Fryderyka Chopina w Warszawie) u Kazimierza Sikorského a dirigování u Waleriana Bierdiajewa. Absolvoval s vyznamenáním v roce 1939. Po vypuknutí druhé světové války se odstěhoval do Vladimiru, kde vedl sbor a orchestr ukrajinského hudebního divadla. V roce 1940 vyučoval hru na housle a komorní hru na hudební škole v Ternopilu. V roce 1941 působil ve Lvově a posléze v Lublinu, kde do roku 1944 učil na housle soukromě a organizoval koncerty pro Poláky.
Od roku 1945 vyučoval dirigování a skladbu na Státní vysoké škole múzických umění v Krakově. V roce 1957 byl jmenován vedoucím katedry dirigování. V letech 1950-1954 vyučoval dirigování na Státní vyšší hudební škole v Katovicích. V roce 1955 se stal docentem. Mezi jeho žáky byli např. Bogusław Schaeffer a Krzysztof Penderecki. V letech 1945–1957 vystupoval občas také jako dirigent. V letech 1945-1948 byl členem Výboru pro vysoké školství při Ministerstvu kultury a umění. Od roku 1946 byl členem představenstva a v letech 1948–1951 a v roce 1957 prezidentem Polské společnosti pro soudobou hudbu. V letech 1951–1954 byl členem rady Unie polských hudebních skladatelů (PCU).
Zemřel 26. prosince 1957v Krakově. Je pohřben na Rakowickém hřbitově.

## Ocenění
- První cena v soutěži Společnosti bratrské pomoci studentů Krakovské konzervatoře za skladbu Pohádka pro housle a klavír (1928)
- Druhá cena za Variace pro orchestr, třetí cena za Toccatu a fugu ve formě variací pro klavír a orchestr a za Horalský triptych pro klavír na Skladatelské soutěži F. Chopina (1949)
- Státní cena 3. stupně za symfonickou báseň Vrcholky hor pro orchestr (1952)
- Státní cena 2. stupně za skladatelskou a pedagogickou činnost a cena ministra kultury a umění za Klavírní trio a Symfonické etudy (1955)
- Řád práce 2. třídy a Cena Unie polských skladatelů za celoživotní dílo (1956)
- Hudební cena města Krakova za celoživotní dílo se zvláštním důrazem na Dramatickou symfonii (1957)

V letech 1962–1982 se v Krakově pořádal každé dva roky skladatelská soutěž Artura Malawského.

## Dílo

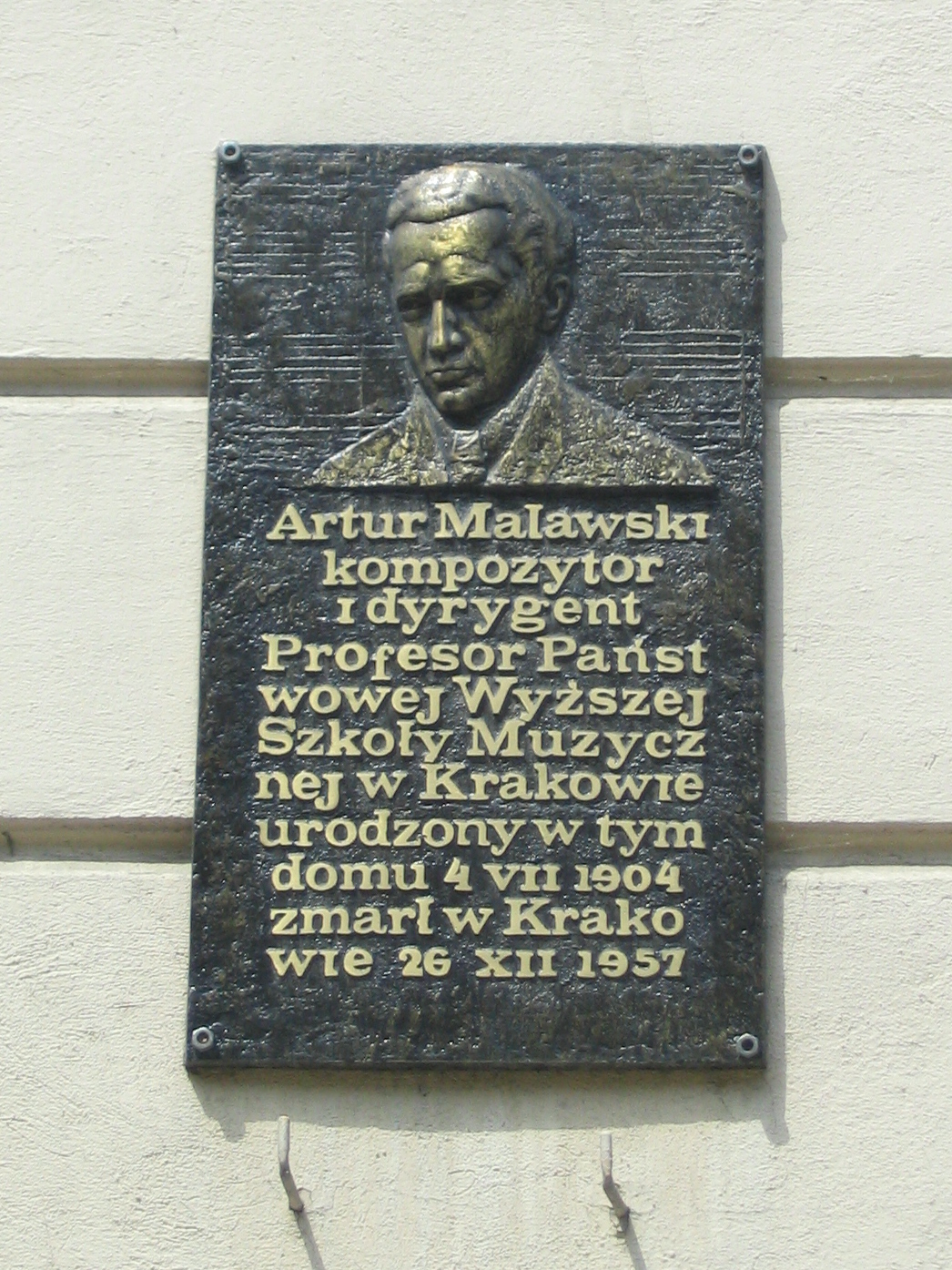
Pamětní deska na rodném domě skladatele.

### Orchestrální skladby
- Allegro capriccioso pro malý orchestr (1929)
- Wierchy (Vrcholy hor), symfonická báseň (1934, zničeno)
- Sinfonietta (1935)
- Fuga ve starém slohu (1936)
- Symfonické variace (1937)
- Ukrajinská fantasie (1941)
- Symfonie č. 1 (1943)
- Symfonická studie pro klavír a orchestr (1947)
- Toccata pro malý orchestr (1947)
- Overture (1948)
- Toccata a fuga ve formě variací pro klavír a orchestr (1949)
- Tryptyk góralski (Horalský triptych) pro malý orchestr (1950)
- Suita popularna (1952)
- Symfonie č. 2 "Dramatická" (1956)
- Hungaria 1956, symfonická báseň

### Vokální skladby
- Ďábelská houpačka, Želví balada op.10 (sbory, 1934)
- Ostrov Gorgon, kantáta pro soprán, baryton, smíšený sbor a orchestr podle poemy T. Miciński (1939)
- Stará pověst, kantáta pro mezzosoprán, baryton, smíšený sbor a orchestr podle románu J.I. Kraszewski (1950)
- Vrcholy, baletní pantomima pro soprán, tenor, baryton, smíšený sbor a orchestr (1950)
- Malá chorálová suita pro smíšený sbor a capella (1952)
- Olympijská hymna (1954)

### Komorní hudba
- Smyčcový kvartet č. 1 (1926, zničeno)
- Andante a recitativo misterioso, pro housle a klavír (1928, zničeno)
- Pohádka pro housle a klavír (také verse pro orchestr, 1928)
- Sextet pro dvoje housle, dvě violy a dvě violoncella (1932, zničeno)
- Prvky Tater pro dechový kvintet (1934, částečně zničeno)
- Burleska pro housle a klavír (1940)
- Smyčcový kvartet č. 2 (1943)
- Andante a Allegro pro housle a klavír (1949)
- Mazurka pro housle a klavír (1950)
- Sonáta na téma F. Janiewicze pro housle a klavír (1951)
- Siciliana a Rondo na téma F. Janiewicze pro housle a klavír (1952)
- Trio pro klavír, housle a violoncello (1953)

### Filmová hudba
- Gdzie jest nasz dom (1945)
- Robinson warszawski (1949) (film nebyl v distribuci a byl předělán na Miasto nieujarzmione, 1950)

Dále komponoval písně, drobné skladby pro klavír a scénickou hudbu